# حسين آباد سرجنغل (مقاطعة فهرج)
حسين‌آباد سرجنغل (بالفارسية: حسین‌آباد سرجنگل) هي قرية تقع في ناحية نغين كوير في إيران. يقدر عدد سكانها بـ 315 نسمة .